# Carla Rovira i Pitarch
Carla Rovira i Pitarch (Girona, 25 d'abril de 1982) és una actriu, dramaturga, directora teatral i pedagoga catalana. El seu recorregut artístic es completa amb una perspectiva social i crítica feminista a la pròpia escena i la societat en general.

## Trajectòria
Es va formar primer com a educadora social i després com actriu a l'Institut del Teatre. Quan en va sortir va treballar en la primera obra de la companyia La Calòrica, Feísima enfermedad y muy triste muerte de la reina Isabel I, i més tard va entrar a la companyia LAminimAL, on va fer també tasques de producció i amb la qual va estar durant cinc anys.
Al 2015 va estrenar la seva primera creació, Most of all, you’ve got to hide it from the chicks, guanyadora de l'Aplaudiment a la Creació Emergent 2016 del Premi FAD Sebastià Gasch, un espectacle amb nenes sobre el dolor i la relació entre nenes i adultes. El 2016 va estrenar While the machine keeps on running, un espectacle amb adolescents sud-coreans basat lliurement en l'obra Antígona; aquesta obra tractava l'enfonsament d'un ferri dos anys abans on van morir 304 persones, moltes d'elles estudiants, i el dol social que va comportar. L'any 2017 va col·laborar amb Clara Peya i la seva companyia Les Impuxibles en l'obra Aüc, un espectacle sobre les violències sexuals. Màtria va arribar l'any següent, un projecte molt personal on reflexionava sobre la memòria històrica des d'una perspectiva familiar, i que va rebre el premi L'Apuntador 2017. Al festival Temporada Alta de 2018 va estrenar Calla, Hamlet, calla, una obra que parla de la llibertat d'expressió a partir del Hamlet de Shakespeare. L'any següent va adaptar el text de L'amansiment de la fúria, considerada l'obra més masclista de Shakespeare, per fer-ne una versió en clau feminista. L'obra, que rebé el títol de L'Amansi(pa)ment de les fúries i va estar sota la seva direcció, era una de les dues que va triar la companyia Parking Shakespeare per celebrar el seu desè aniversari, i que va ser representada durant el Festival Grec d'aquell estiu. El desembre del mateix any va estrenar l'espectacle Kill Agammèmnon com a part de les lectures dramatitzades Clàssics desgenerats. Kill Agammèmnon era una revisió dels mites d'Electra de Sòfocles i Kill Bill de Tarantino on denunciava la violència exercida pels homes amb impunitat, i estava escrita i dirigida per Rovira i interpretada per Silvia Albert i Violeta Vigna.
Fou escollida artista resident al Teatre Lliure per la temporada 2019-2020, i el desembre va estrenar-hi Posaré el meu cor en una safata, una peça teatral que parla de com les persones s'enfronten a les defuncions, tant com a societat com a nivell individual. El gener de 2020 va tornar breument amb La Calòrica per a representar novament Feísima enfermedad y muy triste muerte de la reina Isabel I, aquesta vegada al Teatre Lliure.

## Obres escèniques
- 2015: Most of all, you’ve got to hide it from the chicks. Creació, dramatúrgia i direcció. Estrenada a FiraTàrrega[1]
- 2016: While the machine keeps on running. Creació, dramatúrgia, producció i direcció. Espectacle estrenat a Corea del Sud.[12][13]
- 2017: Aüc, amb la companyia Les Impuxibles. Dramatúrgia, co-creació i co-direcció. Estrenada al Festival Grec de Barcelona, a La Seca[1]
- 2018: Màtria. Creació, dramatúrgia i direcció.[14][1]
- 2018: Calla, Hamlet, calla. Creació, dramatúrgia i direcció. Estrenada al festival Temporada Alta[1]
- 2019: L'Amansi(pa)ment de les fúries, amb la companyia Parking Shakespeare. Direcció i revisió del text.[6]
- 2019: Posaré el meu cor en una safata. Dramatúrgia i direcció. Estrenada al Teatre Lliure[10]